# エレオノール (ヴェルマンドワ女伯)
エレオノール・ド・ヴェルマンドワ（フランス語：Eléonore de Vermandois,1148/49年または1152年10月14日 - 1213年6月19日または21日）もしくはアエノール・ド・ヴェルマンドワ（Aénor de Vermandois）とも称された。1182年から1213年までのヴェルマンドワ女伯であった人物。結婚によりオストゥルヴァン（フランス語版）伯夫人、ヌヴェール伯夫人、オセール伯夫人、ブローニュ伯夫人、ボーモン＝シュル＝オワーズ（フランス語版）伯夫人でもあった。

## 生い立ち
エレオノールは、ヴェルマンドワ伯ラウル1世とその2人目の妻アキテーヌ公ギヨーム10世の娘ペトロニーユの次女で、両親との間に生まれた3子の末子であった。ヴェルマンドワ伯ラウル2世は実兄、ヴェルマンドワ女伯エリザベートは実姉にあたる。また、父が初婚の妻エレオノール・ド・ブロワとの間にもうけた父の嗣子、異母兄ユーグ2世がいた。
エレオノールの外伯母に当たるフランス王妃アリエノールが夫ルイ7世との関係が冷え込むのと同時に、母ペトロニーユも父ラウルと別居・離婚することになった。
アリエノールはルイ7世との離婚成立数週間後にイングランド王ヘンリー2世と再婚した。
ペトロニーユとの離婚後に父ラウル1世は1152年にローレット・ダルザスと再々婚したが、同年末に死去し、ヴェルマンドワ伯位は長兄ユーグ2世が相続した。
母ペトロニーユの正確な没年は不明だが、1153年10月24日以降であるとされる。

## 結婚
エレオノールは10代半ばに初婚で、エノー伯ボードゥアン4世の嗣子、オストゥルヴァン（フランス語版）伯ジョフロワ・ド・エノーに嫁いだ。1162年に結婚したが、ジョフロワは翌年、パレスチナへの巡礼支度の最中に死去した。
1164年、ヌヴェール伯ギヨーム4世（フランス語版）と2度目の結婚をするが、この結婚もわずか4年で終わり、1168年にギヨームは十字軍遠征でアッコで死去しベツレヘムに埋葬された。
1171年、エレオノールはブローニュ伯マチュー・ダルザスと3度目の結婚をした。その前年にマチューは初婚の妻ブローニュ女伯マリーと離婚している。この結婚で1168年にローマ教皇アレクサンデル3世によって破門の危機にさらされた。
夫との間に1人の娘が生まれたが、幼くして夭折した。フランス王ルイ7世と戦争中のイングランド王ヘンリー2世従属のフランドル軍を率いていたマチューは、1173年にトレントン（現在のヌフシャテル＝アン＝ブレイ（フランス語版））の包囲戦で戦闘の最中に、石弓を持った弓兵に射殺され、それ以上子女を生むことはできなかった。
1175年、ボーモン＝シュル＝オワーズ（フランス語版）伯マチュー3世（ドイツ語版）と4度目の結婚が行われた。2人は17年間結婚し、エレオノールにとって最も長い結婚生活となったが、子宝には恵まれず、1192年にマチューと離婚している。
ド・ラ・シェネ・デ・ボワ（フランス語版）によると、最後にエレオノールは1192年にマチュー3世と離婚した後、オーシー家（英語版）のユーグ3世と結婚し、子女をもうけたとされている。
しかし、それが事実であった場合、「ヴェルマンドワ伯領は、エレオノール女伯の死後、王家ではなく、彼女との間に生まれた生存する子女達に与えられる（ただし、子女たちが生前に相続権を剥奪された場合は除く）」というフランス王フィリップ2世との取り決めと矛盾している。

## ヴェルマンドワ女伯

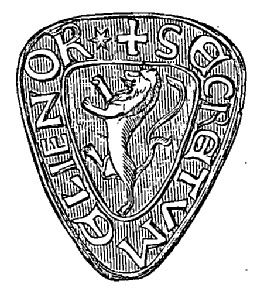

父亡き後ヴェルマンドワ伯位を継いだ長兄ユーグ2世は1160年に爵位を放棄して修道院生活に入り、その後に爵位を継いだ次兄ラウル2世はマルグリット・ダルザスと結婚したが1167年に子女がいないままハンセン病で病死、その後爵位を継いだ実姉エリザベートもフランドル伯フィリップ・ダルザスと結婚したが、子女がいないまま1183年に死去した。そのため、エレオノールはヴェルマンドワ伯位を正当に相続することができた。
ヴェルマンドワ女伯エリザベートと死別して遺された義兄フィリップ・ダルザスがエレオノールにヴェルマンドワ伯領統治権を譲ることを拒否したため、エレオノールはフランス王フィリップ2世に支援を求めた。1182年3月20日のラ＝グランジュ＝サン・アルヌール条約により、エレオノールはヴァロワを所領とし、ヴァロワ女伯を名乗ることとなった。
フィリップ2世がボーヴ（フランス語版）でフランドル軍に勝利した後、エレオノールはヴェルマンドワ（フランス語版）の一部領地を手に入れ、ヴェルマンドワ女伯を名乗った。
1192年にフィリップ・ダルザスが崩御すると、彼女は残りのヴェルマンドワ領地も相続したが、その条件として、もしエレオノールに子女がいなければ、フィリップ2世がヴェルマンドワを王家領に編入するというものがあった。
それ以来、エレオノールはヴェルマンドワを独占的に支配するようになった。エレオノールは、機知に富み、かつ敬虔な女性として記録されている。エレオノールは、オージェ＝サン・ヴァンサン(フランス語版)にパルク＝オー＝ダム修道院(フランス語版)を設立した。エレオノールは詩を愛し、ルノー大臣に聖ジュヌヴィエーヴ（フランス語版）のローマ字憲法を制定するきっかけを与えている。また、1189年の勅許状により、ノートルダム聖堂に財産を寄進している。
エレオノールは、ヴェルマンドワを21年間支配した後、1213年に60歳で亡くなり、ロンポン（フランス語版）修道院に葬られた（現在はエーヌ県ロンポン市のノートル＝ダム修道院（フランス語版）に葬られている）。エレオノールの死後、君主フィリップ2世がエレオノールの全財産を管理することになった。

## 情報源一覧
- Gilbert de Mons Napran訳 (2005). Chronicle of Hainaut. Boydell Press
- Shortell, Ellen M. (2012). “Erasures and Recoveries of Women's Contributions to Gothic Architecture: The Case of Saint-Quentin, Local Nobility, and Eleanor of Vermandois”. In Martin, Therese. Reassessing the Roles of Women as 'makers' of Medieval Art and Architecture. 1. Brill. pp. 129-174